# Frosktjärnen (Sundsjö socken, Jämtland)
Frosktjärnen är en sjö i Bräcke kommun i Jämtland och ingår i Ljungans huvudavrinningsområde.